# Hobbs Kessler
Hobbs Kessler (15 marzo 2003) è un mezzofondista statunitense.

## Palmarès
| Anno | Manifestazione           | Sede    | Evento       | Risultato  | Prestazione | Note                          |
| ---- | ------------------------ | ------- | ------------ | ---------- | ----------- | ----------------------------- |
| 2023 | Mondiali corsa su strada | Riga    | Miglio       | Oro        | 3'56"13     | Record mondiale               |
| 2024 | Mondiali indoor          | Glasgow | 1500 m piani | Bronzo     | 3'36"72     |                               |
| 2024 | Giochi olimpici          | Parigi  | 800 m piani  | Semifinale | 1'46"20     |                               |
| 2024 | Giochi olimpici          | Parigi  | 1500 m piani | 5°         | 3'29"45     | Miglior prestazione personale |

## Competizioni nazionali
2022
- Eliminato in batteria ai campionati statunitensi, 1500 m piani - 3'42"56

2023
- 6º ai campionati statunitensi, 1500 m piani - 3'36"08

2024
- Bronzo ai campionati statunitensi, 1500 m piani - 3'31"53
- Argento ai campionati statunitensi, 800 m piani - 1'43"64
- Argento ai campionati statunitensi indoor, 1500 m piani - 3'38"76

## Altre competizioni internazionali
2022
- 5º al Prefontaine Classic ( Eugene), 1500 m piani - 3'36"63
- 8º all'Herculis ( Monaco), 1000 m piani - 2'16"46

2024
- Bronzo all'Athletissima ( Losanna), 1500 m piani - 3'30"47

2025
- 10º al Prefontaine Classic ( Eugene), miglio - 3'48"32